# Letnia Uniwersjada 1961
2. Letnia Uniwersjada – międzynarodowe zawody sportowców - studentów, które odbyły się w stolicy Bułgarii Sofii między 25 sierpnia, a 3 września 1961 roku. W imprezie wzięło udział 1270 uczestników z 32 krajów, którzy rywalizowali w 9 dyscyplinach. Głównym obiektem zawodów był Stadion Narodowy im. Wasyla Lewskiego.

## Dyscypliny

### Sporty obowiązkowe
| - Gimnastyka sportowa - Koszykówka - Lekkoatletyka | - Piłka wodna - Pływanie - Piłka siatkowa | - Szermierka - Tenis ziemny - Skoki do wody |
|                                                    |                                           |                                             |

## Polskie medale
Reprezentanci Polski zdobyli w sumie 11 medali. Wynik ten dał polskiej drużynie 8. miejsce w klasyfikacji medalowej.

### Złoto
- Edmund Piątkowski – lekkoatletyka, rzut dyskiem – 59,15
- Barbara Janiszewska – lekkoatletyka, bieg na 200 metrów – 24,44
- Bohdan Gonsior – szermierka, szpada

### Srebro
- Janusz Sidło – lekkoatletyka, rzut oszczepem – 77,48
- Mirosława Sałacińska, Irena Szczupak, Elżbieta Krzesińska, Barbara Janiszewska, lekkoatletyka, sztafeta 4 × 100 metrów kobiet – 47,6
- Andrzej Salamon – pływanie, 100 m stylem dowolnym – 57,6
- Danuta Zachariasiewicz – pływanie, 400 m stylem dowolnym – 5:38,0

### Brąz
- Wiesław Król – lekkoatletyka, bieg na 110 metrów przez płotki – 14,81
- Elżbieta Krzesińska – lekkoatletyka, skok w dal – 6,11
- Danuta Zachariasiewicz, Alicja Klemińska, Renata Tykierka, Krystyna Jagodzińska – pływanie, sztafeta 4 × 100 m stylem dowolnym kobiet – 4:52,2
- Bronisław Borowski, Ryszard Parulski, Zbigniew Skrudlik, Witold Woyda – szermierka, drużyna florecistów